# Amblydoras
Amblydoras – rodzaj słodkowodnych ryb sumokształtnych z rodziny kirysowatych (Doradidae).

## Występowanie
Ameryka Południowa. Większość gatunków występuje w dorzeczach Amazonki i Orinoko.

## Klasyfikacja
Gatunki zaliczane do tego rodzaju:
- Amblydoras affinis
- Amblydoras bolivarensis
- Amblydoras gonzalezi
- Amblydoras monitor
- Amblydoras nauticus

Gatunkiem typowym jest Doras affinis (A. affinis).